# Raoul Leroy (architecte)
Raoul Leroy (30 novembre 1908 à Rouen, 16 juin 2003 à Pornic) est un architecte français.

## Biographie
Raoul Michel François Leroy naît à Rouen, fils de Raoul Leroy, chef de chantier, et de Rosalie Gallais.
Il suit des études à l'Institution Saint-Victrice de Bihorel. En 1930, il obtient le prix Pellecat de l'Académie des sciences, belles-lettres et arts de Rouen. Il étudie ensuite à l'École nationale supérieure des beaux-arts. Il est architecte DPLG en 1933. Il occupe de nombreuses fonctions dans les organismes du bâtiment. Il est par ailleurs expert près la cour d'appel de Rouen. 
Il se marie avec Marie-Louise Huchy en 1937 et ils auront quatre enfants.
Reçu le 28 janvier 1967 à l'Académie de Rouen, il en devient le président en 1975. Il sera par la suite président du consortium des Sociétés savantes de Rouen.
Il décède le 16 juin 2003.

## Fonctions
- Architecte en chef du département de la Seine-Maritime (1949-1976)
- Vice-président du conseil régional de l'Ordre des architectes (1950-1960)
- Président de l'Office général du bâtiment et des travaux publics (1957-1970)
- Vice-président du comité de direction du Bureau Securitas (1957-1969)
- Membre du conseil supérieur de l'Ordre des architectes (1962-1973)
- Président de la Mutuelle des architectes français (1965-1969)
- Président du Centre de recherche d'architecture, d'urbanisme et de construction (1967-1970)
- Président du Syndicat des architectes de la Seine-Maritime (1967-1970)
- Président de l'Organisme professionnel de qualification et de classification du bâtiment (1969-1989)

## Réalisations
- Hôtel des Douanes, avenue du Mont-Riboudet à Rouen - 1964
- Préfecture (actuel Hôtel du Département de Seine-Maritime), quai Jean-Moulin à Rouen - 1957-1965 (en collaboration avec Henri Bahrmann[3] et Rodolphe Dussaux)[3],[4]
- Gendarmerie à Rouen
- siège social et bureaux des Entreprises Davey-Bickford-Smith à Rouen
- extension de l'hôpital psychiatrique départemental à Sotteville-lès-Rouen
- Résidence préfectorale à Bois-Guillaume
- Gendarmerie à Caudebec-en-Caux
- Tannerie Costil à Pont-Audemer
- Fermeture Éclair au Petit-Quevilly
- Centre départemental de l'enfance à Canteleu
- Église Saint-Jean-l'Évangéliste à Canteleu
- Extension de la clinique du Belvédère à Mont-Saint-Aignan
- École normale d'instituteurs à Mont-Saint-Aignan

## Distinctions
Commandeur de la Légion d'honneur

Croix de guerre 1939-1945
Croix des services militaires volontaires